# Mordot Bajit va-Gan
Mordot Bajit va-Gan (hebrejsky מורדות בית וגן‎, doslova Svahy Bajit va-Gan) je městská čtvrť v jihozápadní části Jeruzaléma v Izraeli.

## Geografie
Leží v nadmořské výšce přes 800 metrů, cca 5 kilometrů jihozápadně od Starého Města. Na východě a severu s ní sousedí čtvrť Bajit va-Gan (jejíž je volnou součástí), na jihu Ramat Denja a Ramat Šaret, na západě Kirjat ha-Jovel. Na severu se zvedá Herzlova hora a u ní areál Jad vašem, připomínající holokaust. Čtvrť leží na západních svazích vyvýšeného hřbetu, jenž na východní straně prudce spadá do údolí vádí Nachal Rakafot. Populace čtvrti je židovská.